# 大袋鼠属
大袋鼠属是有袋類双门齿目袋鼠科中的一個屬，含有大約14個物種，這些物種又分別歸類於3個亞屬之下。大袋鼠屬中包含了所有的袋鼠、岩大袋鼠和一部分沙袋鼠。

## 分類
- 大袋鼠屬（Macropus）
  - 沙大袋鼠（M. agilis）
  - 黑紋袋鼠（M. dorsalis）
  - 尤金袋鼠（M. eugenii）
  - 圖拉克袋鼠（M. greyii）
  - 黑拳袋鼠（M. irma）
  - 圓盾大袋鼠（M. parma）
  - 鞭尾袋鼠（M. parryi）
  - 紅頸袋鼠（M. rufogriseus）
  - 羚大袋鼠（M. antilopinus）
  - 黑大袋鼠（M. bernadus）
  - 岩大袋鼠（M. robustus）
  - 紅大袋鼠（M. rufus）
  - 西部灰大袋鼠（M. fuliginosus）
  - 東部灰大袋鼠（M. giganteus）